# Carlos Alomar
Carlos Alomar (Ponce, 1951) é um músico de sessão, guitarrista, compositor e arranjador norte-americano nascido em Porto Rico, mais conhecido por seu trabalho com David Bowie, cujos álbuns tem mais participações de Alomar do que de qualquer outro músico. Ele também participou do primeiro álbum solo de Iggy Pop, The Idiot (1977), e de Mick Jagger, She's the Boss (1985). Em 1986, tocou guitarra no Press to Play de Paul McCartney e, no ano seguinte, lançou seu primeiro álbum solo, Dream Generator (1987). Mais recentemente produziu o álbum The Revelation of Arthur Lynn (2010) dos ANGIESCREAMS.

## Discografia selecionada
Álbuns solo
- Dream Generator (1987)

David Bowie
- Young Americans (1975)
- Station to Station (1976)
- Low (1977)
- "Heroes" (1977)
- Stage (1978)
- Lodger (1979)
- Scary Monsters (and Super Creeps) (1980)
- Tonight (1984)
- Never Let Me Down (1987)
- Outside (1995)
- Heathen (2002)
- Reality (2003)

Iggy Pop
- The Idiot (1977)
- Lust for Life (1977)

Arcadia
- So Red the Rose (1985)

Mick Jagger
- She's the Boss (1985)

Paul McCartney
- Press to Play (1986)

Soda Stereo
- Doble Vida (como produtor, guitarrista e rapper) (1988)

FUN
- PAX (guitarra) (1996)
- CHAOS (guitarra) (1997)

ANGIESCREAMS
- The Revelation of Arthur Lynn (produção) (2010)

Vídeos
- David Bowie: Serious Moonlight
- David Bowie: Glass Spider
- Iggy Pop: Live San Fran 1981
- Soda Stereo: Gira Me Veras Volver